# جیل اسکات
جیل اسکات (انگلیسی: Jill Scott; ۴ آوریل ۱۹۷۲) یک موسیقی‌دان اهل ایالات متحده آمریکا است. وی از سال ۱۹۹۹ میلادی تاکنون مشغول فعالیت بوده است.
او در فیلم غارنشین بازی کرده است.